# 향산 수충사
향산 수충사(香山 酬忠祠)는 자강도 향산군 향암리에 있는 사우이다. 1794년 평안도 영변(寧邊)에 청허 휴정 · 송운 유정을 모시기 위해 지어졌고, 그해 사액을 받았다. 서원 철폐령 때 남은 서원 및 사우 가운데 유일하게 남은, 승려를 모신 곳이다.

## 같이 보기
- 휴정
- 유정